# Arne Ullum
Arne Ullum Laursen (født 31. maj 1963) er en dansk journalist, der er direktør og chefredaktør for Søndagsavisen. 
Arne Ullum tog studentereksamen 1982 fra Rosborg Gymnasium i Vejle. Han blev uddannet journalist i 1987 og arbejdede derefter hos TV 2. Senere kom han til Børsens Nyhedsmagasin som redaktionschef og til DR som programchef, inden han i 2003 tiltrådte en stilling som chefredaktør på BT. Her blev han til 2008, og kort efter fik han sit nuværende job. 
Han har undervejs i sin karriere også erhvervet en journalistisk mastergrad fra American University i Washington DC.
Han oprettede i 2017 netmediet NB-Økonomi, der skriver om økonomi og politik i den offentlige sektor.